# 錢春 (成化進士)
錢春（1456年—？年），字應仁，浙江嘉興府嘉善縣人，醫籍，明朝政治人物。

## 生平
成化十九年（1483年）癸卯科浙江鄉試第五十八名舉人。成化二十三年（1487年）中式丁未科會試第一百七十名，三甲第一百三十五名進士。

## 家族
曾祖錢世恒；祖父錢安，正科；父錢雲，母周氏。